# Tabmix Plus

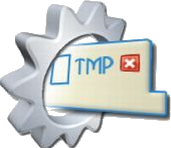

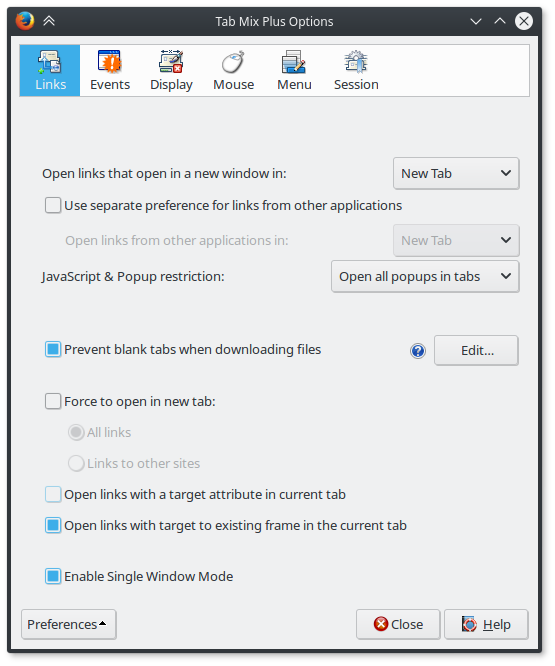
Screenshot

Tab Mix Plus – rozszerzenie dla przeglądarki Mozilla Firefox, ułatwiające przeglądanie w kartach. Autorem dodatku jest Gary Reyes, a lokalizację na język polski przygotował Leszek Życzkowski. Ostatnią, stabilną wersją rozszerzenia jest wersja 0.4.1.2.02.

## Przegląd możliwości
- Zaawansowane zarządzanie otwieraniem okien i kart
- Rozbudowane okno właściwości kart
- Zwiększone możliwości konfiguracji paska kart
- Gesty myszy